# Yanwéga
Yanwéga est une commune rurale située dans le département de Diabo de la province du Gourma dans la région de l'Est au Burkina Faso.

## Géographie
Yanwéga est situé à 13 km au Sud de Diabo, le chef-lieu du département, et à 5 km au Sud de Zonatenga. Le village est également situé à 3,5 km au Nord de la commune importante de Bissiga, dans la province voisine du Boulgou. Le territoire est subdivisé en onze quartiers : Sambéssedéwatin, Kandaghuin, Kayabin, Bonzonghuin, Tongriboghuin, Sanemdaboghuin, Kogyoghuin, Nogrighuin, Natenga, Douré et Goundabaoghuin.

## Économie
La culture du coton est une importante activité agricole de la commune, qui produit de 25 à 30 tonnes par an.

## Santé et éducation
Le centre de soins le plus proche de Yanwéga est le centre de santé et de promotion sociale (CSPS) de Bissiga. Le village dispose de trois forages actifs.
La commune possède une école de trois classes.